# 祝融夫人

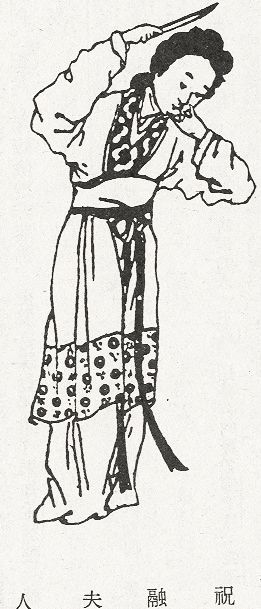
祝融夫人

祝融夫人（しゅくゆうふじん）は、小説『三国志演義』に登場する架空の人物。南蛮の王として登場する孟獲の妻。伝説上の祝融神の末裔とされる。『三国志演義』の第90回にのみ登場する。
夫である孟獲が諸葛亮との戦に何度も負け、不甲斐なさに怒った祝融が夫の代わりに蜀軍と対峙することとなる。
彼女は男勝りの性格で飛刀（投げナイフ）の名手とされ、蜀将である張嶷と馬忠を一騎討ちの末に捕らえる。これに困った諸葛亮は魏延・趙雲・馬岱に策を与えることにし、魏延の挑発に乗ってしまった祝融は、魏延と馬岱の連携により落馬させられ捕らわれてしまう。その後、張嶷・馬忠との人質交換として自軍に戻される。
最終的に、「七縦七擒」の策で孟獲と共に蜀への忠誠を誓うこととなる。
ちなみに、『三国志演義』でも珍しい女性武将であるためか、日本のねぶた祭りの山車として祝融夫人が題材にされることがある。